# ジュリアン・バーンズ
ジュリアン・バーンズ（Julian Barnes, 1946年1月19日 - ）は、イギリス・イングランドの小説家。ポストモダン的と評される作風で、現代英国文学の代表的作家の一人として活躍している。
1980年に最初の小説 Metroland を刊行、同作でサマセット・モーム賞を受賞。
1982年刊行の『フロベールの鸚鵡』はジェフリー・フェイバー記念賞(en)を受賞、フランスでも高い評価でもって迎えられ、メディシス賞エッセイ部門を受賞する。86年には、アメリカ芸術文学アカデミーがイギリスおよびアイルランドの新進作家に授けるE・M・フォースター賞(en)を受賞。
1991年刊行の『ここだけの話』でフェミナ賞外国小説部門を、2011年刊行の『終わりの感覚』でブッカー賞を受賞。ブッカー賞については『フロベールの鸚鵡』（1984年）、『イングランド・イングランド』（1998年）、『アーサーとジョージ』（2005年）と四度目の候補での受賞となった。
そのほか文学的功績を讃えられて、1993年にシェイクスピア賞(en)を、2004年にオーストリア国家賞ヨーロッパ文学部門を、08年にスペインのサンクレメンテ文学賞を、18年にドイツのジークフリート・レンツ賞(en)を、21年にエルサレム賞を受賞。ヨーロッパでの文学的評価を確かなものとしている。
バーンズ自身は、1988年に芸術文化勲章（シュヴァリエ）を、2004年に同勲章（コマンドゥール）を、17年にレジオンドヌール勲章（オフィシエ）を授与されている。
また、ジュリアン・バーンズは、ダン・キャヴァナー（Dan Kavanagh）という筆名でミステリも執筆している。
バーンズのミステリに関する興味は、アーサー・コナン・ドイルが実際に捜査に関わった冤罪事件「ジョージ・エダルジ事件」を題材にした小説『アーサーとジョージ』からも伺うことができる。同作はバーンズの著作ではじめてニューヨーク・タイムズのベストセラーリストにもはいった。
兄に哲学研究者のジョナサン・バーンズ。

## 作品

### ジュリアン・バーンズ名義
- Metroland (1980)
- Before She Met Me (1982)
- 『フロベールの鸚鵡』Flaubert's Parrot (1984)、斎藤昌三訳、白水社、1989年、のち白水Uブックス、1993年
- 『太陽を見つめて』Staring at the Sun (1986)、加藤光也訳、白水社、1992年
- 『10 1/2章で書かれた世界の歴史』A History of the World in 101⁄2 Chapters (1989)、丹治愛・丹治敏衛訳、白水社、1991、のち白水Uブックス、1995年
- 『ここだけの話』Talking it Over (1991)、斎藤兆史訳、白水社、1993年
- The Porcupine (1992)
- Letters from London (1995)　※ノンフィクション
- 『海峡を越えて』Cross Channel (1996)、中野康司訳、白水社、1998年　※短編集
- 『イングランド・イングランド』England, England (1998)、古草秀子訳、東京創元社、海外文学セレクション、2006年、のち創元ライブラリ、2021年
- Love, Etc. (2000)　※『ここだけの話』続編
- Something to Declare (2002)　※エッセイ
- 『文士厨房に入る』The Pedant in the Kitchen (2003)、堤けいこ訳、みすず書房、2010年
- The Lemon Table (2004)　※短編集
- 『アーサーとジョージ』Arthur & George (2005)、真野泰・山崎暁子訳、中央公論新社、2016年
- Nothing to Be Frightened Of (2008)　※回想録
- Pulse (2011) 　※短編集
- 『終わりの感覚』The Sense of an Ending (2011)、土屋政雄訳、新潮社、新潮クレスト・ブックス、2012年
- 『人生の段階』Levels of Life (2013)、土屋政雄訳、新潮社、新潮クレスト・ブックス、2017年　※回想録
- Keeping an Eye Open: Essays on Art (2015)　※エッセイ
- The Noise of Time (2016)
- The Only Story (2018)
- The Man in the Red Coat (2019)　※評伝
- Elizabeth Finch (2022)
- Changing My Mind ( 2025)　※エッセイ

### ダン・キャヴァナー名義
すべて元刑事ダフィーを主人公にしたシリーズ。
- 『顔役を撃て』Duffy (1980)、田村義進訳、早川書房、ハヤカワ・ミステリ、1981年
- 『愚か者の街』Fiddle City (1981)、田村義進訳、早川書房、ハヤカワ・ミステリ、1982年
- Putting the Boot In (1985)
- Going to the Dogs (1987)

## 箴言
「最高の愛国心とは、あなたの国が不名誉で、馬鹿で、悪辣な事をしている時に、それを言ってやることだ」（The greatest patriotism is to tell your country when it is behaving dishonorably, foolishly, viciously.）